# Rossella Ratto
Rossella Ratto (ur. 20 października 1993 w Moncalieri) – włoska kolarka szosowa, brązowa medalistka mistrzostw świata.

## Kariera
Pierwsze sukcesy w karierze Rossella Ratto osiągnęła w 2010 roku, kiedy zdobyła dwa medale w wyścigu ze startu wspólnego: srebrny na mistrzostwach świata juniorów oraz brązowy na mistrzostwach Europy juniorów. Na rozgrywanych rok później ME juniorów zwyciężyła zarówno w wyścigu ze startu wspólnego, jak i w indywidualnej jeździe na czas. Na mistrzostwach świata we Florencji w 2013 roku zdobyła swój pierwszy medal w kategorii elite, zajmując trzecie miejsce ze startu wspólnego. W zawodach tych wyprzedziły ją jedynie Holenderka Marianne Vos oraz Szwedka Emma Johansson. W tej samej konkurencji trzecie miejsce zajęła także na mistrzostwach Włoch. Nie brała udziału w igrzyskach olimpijskich. Od 2013 roku jest zawodniczką Hitec Products UCK.